# آنانتا (پونو)
آنانتا (به اسپانیایی: Ananta) یک کوه در پرو است که در Peru, Puno Region واقع شده‌است. آنانتا ۵٬۳۰۰ متر بالاتر از سطح دریا واقع شده‌است.